# Chiaro di luna sul porto di Boulogne
Chiaro di luna sul porto di Boulogne (Clair de lune sur le port de Boulogne) è un dipinto a olio su tela (82x101 cm) realizzato nel 1869 dal pittore impressionista francese Édouard Manet, in occasione di uno dei soggiorni che era solito compiere in estate a Boulogne-sur-Mer. La tela è conservata al Musée d'Orsay di Parigi.
L'opera raffigura il ritorno di un peschereccio a notte fonda e l'attesa delle mogli dei marinai, sotto la luce lattescente della luna. L'opera, ricca di ombre e di luci, è un omaggio alla pittura di Rembrandt.